# Team Asobi
Team Asobi è uno studio giapponese che si occupa dello sviluppo di videogiochi, con sede a Tokyo.  Di proprietà di Sony Interactive Entertainment, il team è stato originariamente formato nel 2012 come parte di Japan Studio ed è diventato formalmente in uno studio indipendente all'interno dei PlayStation Studios nell'aprile 2021.

## Storia
Il Team Asobi è stato istituito per la prima volta a Tokyo nel 2012 da Nicolas Doucet, come divisione interna del Japan Studio. Il nome del team, deriva dalla parola giapponese "asobi" che significa "giocare".  Successivamente alla sua formazione, il team ha lavorato su delle demo tecniche e ha sviluppato The Playroom (2013), un gioco in realtà aumentata progettato per dimostrare l'utilizzo della PlayStation Camera e del DualShock 4 per PlayStation 4.  Doucet e diversi membri del team avevano precedentemente lavorato a giochi che utilizzavano la EyeToy camera; questo gli ha permesso di utilizzare parte della loro conoscenza pregressa per lo sviluppo di The Playroom. Il team Asobi ha creato anche una versione in realtà virtuale di The Playroom, chiamata The Playroom VR, per dimostrare le capacità del PlayStation VR alla sua uscita sul mercato nel 2016. The Playroom ha introdotto un piccolo personaggio robotico, allora chiamato "A5081" (il termine assomiglia visivamente alla parola "ASOBI"),   diventato poi il riferimento per il personaggio Astro Bot, utilizzato nei giochi successivi dello studio: Astro Bot Rescue Mission (2018) e Astro's Playroom. (2020).
Tra la fine del 2020 e l'inizio del 2021, diversi membri dello staff di Japan Studio al di fuori del Team Asobi, hanno annunciato la loro dipartita; Sony ha successivamente affermato che entro l'aprile del 2021, Japan Studio sarebbe stato incentrato sul Team Asobi visto il successo di Astro's Playroom. Nel giugno 2021, Sony ha annunciato che il Team Asobi era diventato uno studio autonomo all'interno dei PlayStation Studios. Nicolas Doucet è rimasto il direttore dello studio e anche il direttore creativo dopo questa transizione.

## Giochi sviluppati
| Anno | Titolo                   | Piattaforma   | Note aggiuntive                           | Riferimenti |
| ---- | ------------------------ | ------------- | ----------------------------------------- | ----------- |
| 2013 | The Playroom             | PlayStation 4 | PlayStation Camera richiesta              | [ 6 ]       |
| 2016 | The Playroom VR          | PlayStation 4 | PlayStation VR richiesto                  | [ 7 ]       |
| 2018 | Astro Bot Rescue Mission | PlayStation 4 | PlayStation VR richiesto                  | [ 4 ]       |
| 2020 | Astro's Playroom         | PlayStation 5 | Ultimo gioco rilasciato come Japan Studio | [ 4 ]       |
| 2024 | Astro Bot                | PlayStation 5 | Vincitore dei The Game Awards 2024        | [ 13 ]      |